# Scaptomyza bicolor
Scaptomyza bicolor är en tvåvingeart som beskrevs av Malloch 1934. Scaptomyza bicolor ingår i släktet Scaptomyza och familjen daggflugor.
Artens utbredningsområde är Samoa. Inga underarter finns listade i Catalogue of Life.